# He Hanbin
He Hanbin (何汉斌S, Hé HànbīnP; Nanchang, 10 gennaio 1986) è un giocatore di badminton cinese, vincitore della medaglia di bronzo ai Giochi olimpici di Pechino 2008, nel doppio misto.

## Palmarès
- Giochi olimpici

Pechino 2008: bronzo nel doppio misto.